# 여정남
여정남(呂正男, 1944년 5월 7일 ~ 1975년 4월 9일)은 대한민국의 민주화운동가이다. 유신정권 시기 중앙정보부가 조작한 민청학련 사건, 인혁당 사건으로 사형당한 희생자이다.

## 생애
- 1944년 5월 7일 대구 중구 전동(현 남일동) 출생.
- 종로국민학교, 경북중학교 경북고등학교 졸업
- 경북대학교 정치외교학과 입학.
- 1964년 6월 3일 한일회담 반대투쟁 주도 학생운동으로 3번 제적, 군입대.
- 1969년 경북대학교 복학.
- 1971년 정진희 필화사건으로 구속.
- 1972년 11월 10일 유신반대 포고령 위반으로 구속.
- 1974년 4월 인민혁명당 재건단체사건으로 구속.
- 1975년 4월 8일 대법원에서 사형확정.(대통령 긴급조치 위반, 국가보안법 위반, 내란예비음모, 반공법 위반)
- 1975년 4월 9일 사형집행, 대구 칠곡현대공원에 안장.

## 같이 보기
- 민청학련 사건
- 인혁당 사건
- 긴급조치